# LEOP
LEOP es el acrónimo del término inglés Launch and Early Orbit Phase, pudiendo traducirse como Fase de Lanzamiento y Órbita Temprana.
Dentro de las operaciones efectuadas durante la vida útil de un satélite artificial, LEOP es la fase más crítica. Durante ella, los ingenieros toman el control del satélite justo después de que éste se separe del vehículo de lanzamiento. LEOP dura hasta que el satélite se sitúa en su órbita definitiva.
Durante este periodo, el equipo de operaciones trabaja durante las 24 horas del día para activar, monitorizar y controlar los distintos subsistemas del satélite. Estas tareas incluyen el despliegue de los accesorios (antenas, paneles solares, reflectores, etc.) que posea el satélite y la ejecución de maniobras de transferencia orbital.
Normalmente, en el caso de satélites geoestacionarios, el vehículo de lanzamiento deja al satélite en la llamada órbita de transferencia geoestacionaria (Geostationary Transfer Orbit, GTO), que es elíptica. LEOP incluye entonces una serie de encendidos de los motores en el apogeo para alcanzar la órbita geoestacionaria, que es circular.